# Lophothericles alfa
Lophothericles alfa is een rechtvleugelig insect uit de familie Thericleidae. De wetenschappelijke naam van deze soort is voor het eerst geldig gepubliceerd in 1954 door Kevan.